# Obudźcie Lenoczkę
Obudźcie Lenoczkę (ros. Разбудите Леночку, Razbuditie Lenoczku) – radziecki krótkometrażowy czarno-biały film niemy z 1934 roku w reżyserii Antoniny Kudriawcewej. Komedia w trzech częściach powstała na podstawie scenariusza Jewgienija Szwarca i Nikołaja Olejnikowa.  
W roli głównej wystąpiła Janina Żejmo, która umiejętnie wcieliła się w rolę dziecka. W 1936 roku nakręcono kolejny film o małej Lenoczce pt. Lenoczka i winogrona. Tym razem był to film dźwiękowy.

## Fabuła
Historia małej uczennicy, która zawsze spóźnia się na lekcje.  

## Obsada
- Janina Żejmo jako Lenoczka
- Siergiej Gierasimow